# Baird Peninsula
Baird Peninsula är en halvö i Kanada.   Den ligger i territoriet Nunavut, i den nordöstra delen av landet, 2 600 km norr om huvudstaden Ottawa.
Trakten runt Baird Peninsula består i huvudsak av gräsmarker. Trakten runt Baird Peninsula är nära nog obefolkad, med mindre än två invånare per kvadratkilometer.